# Solak, Kotayk
Solak là một đô thị thuộc tỉnh Kotayk, Armenia. Dân số ước tính năm 2011 là 2541 người.